# Amine Hafez
Ne doit pas être confondu avec Amine al-Hafez.
Amine Hafez, né le 28 janvier 1921 à Tripoli au Liban et mort le 13 juillet 2009 à Beyrouth, est un homme d'État libanais.

## Biographie
Il fit ses études à la faculté de droit à l'université libanaise, puis à l'université du Caire et à l'université américaine de Beyrouth. Il continua ses études supérieures à l'université de Lausanne et étudia le droit international public à l'Académie de droit international de la Cour internationale de justice de La Haye.
Député sunnite de Tripoli entre 1960 et 1996 (date à laquelle il perdit son siège), il fut aussi brièvement Premier ministre du Liban, entre avril et juillet 1973, durant le mandat du président Soleimane Frangié.
Il fut nommé alors que le Liban connaissait ses premières crises politiques et sécuritaires liées à l'action armée des milices palestiniennes au Liban. Sa nomination, en dehors du cercle des familles sunnites traditionnelles, fut mal accueillie à l'époque par les leaders de sa communauté. Son gouvernement démissionna avant d'obtenir la confiance du Parlement.
Depuis sa défaite aux législatives de 1996, il s'était retiré de la vie politique active. Il était apparu récemment[Quand ?], auprès des anciens Premiers ministres, Najib Mikati, Omar Karamé, Salim El-Hoss et Rachid Solh, comme signataire d'un document politique d'entente entre les différentes factions libanaises.